# Sulzburg

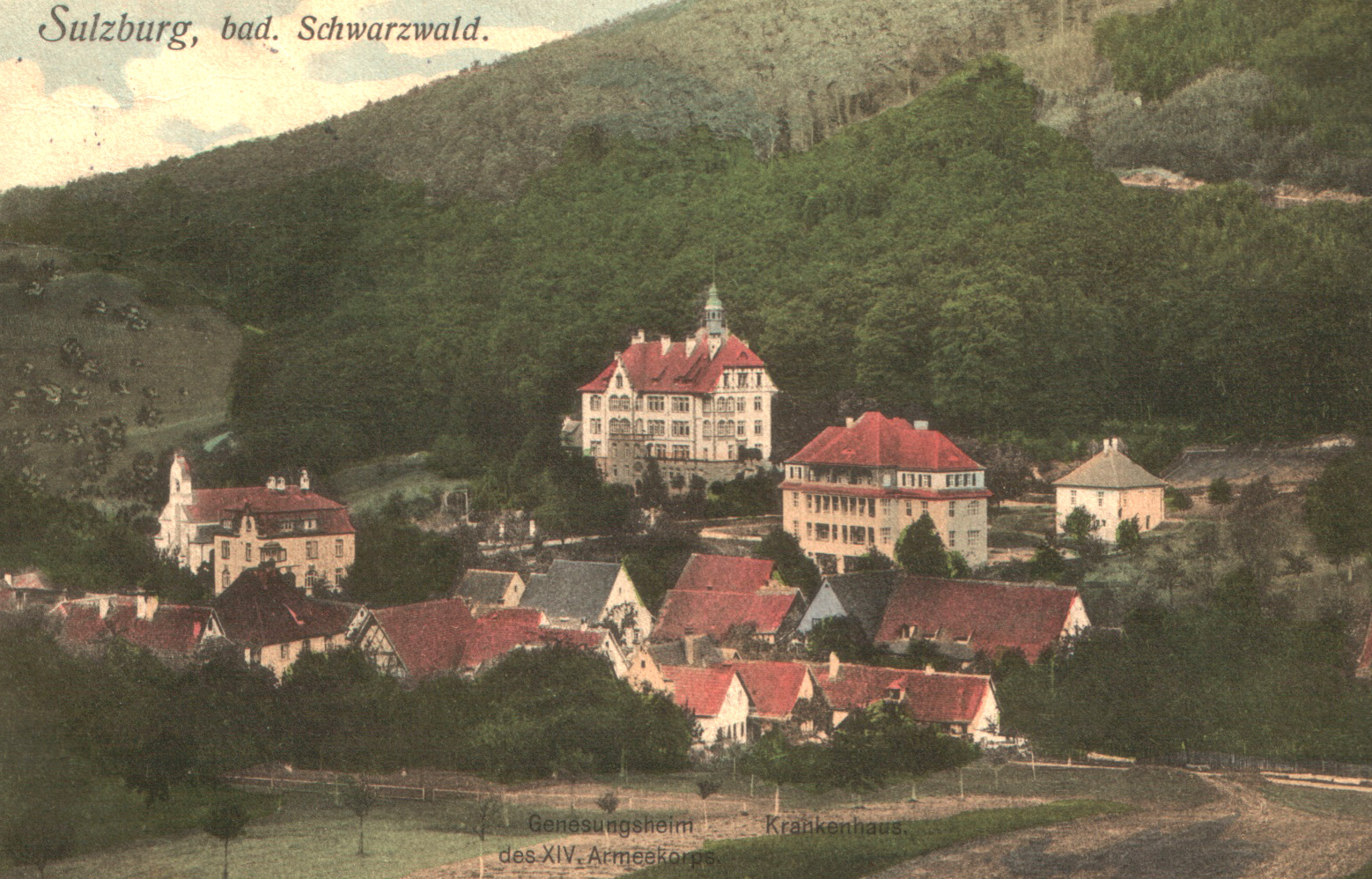
Sulzburg w 1919 r.

Sulzburg – miasto w Niemczech, w kraju związkowym Badenia-Wirtembergia, w rejencji Fryburg, w regionie Südlicher Oberrhein, w powiecie Breisgau-Hochschwarzwald, wchodzi w skład związku gmin Müllheim-Badenweiler. Leży ok. 22 km na południe od Fryburga Bryzgowijskiego.